# モハーチの戦い
モハーチの戦い（モハーチのたたかい、ハンガリー語: Mohácsi csata、トルコ語: Mohaç Muharebesi）は、1526年8月29日にハンガリーのモハーチ平原で行われた、ハンガリー王国軍とオスマン帝国軍による会戦。

## 経過
当時オスマン帝国はスレイマン1世の時代で、1522年にロドス島の聖ヨハネ騎士団を退けるなど国力、戦力ともに充実していた。スレイマン1世はベオグラードを「ヨーロッパの玄関」と言い、さらなるヨーロッパ進出に意欲を見せていた。
1526年4月にスレイマン1世は6万人以上の兵力と300門の大砲からなる大軍を催し、ハンガリー征服の為イスタンブールから進軍した。迎え撃つハンガリー軍は20歳の国王ラヨシュ2世率いる3万人の軍勢であったが、トランシルヴァニア侯サポヤイ・ヤーノシュからの3万人、縁戚のハプスブルク家やボヘミアからの数千人の加勢を得、兵数としては互角であった。
ところが、オスマン帝国軍がドナウ川のほとりモハーチに姿を現すと、ハンガリー軍は援軍を待たずに戦いを挑んでしまう。さらにラヨシュ2世が増水した川を渡る途中で落馬して戦死。統制が取れてないハンガリー軍に対しオスマン帝国軍は組織的な戦術を展開し圧勝した。戦闘後、9月にはスレイマン1世はハンガリーの首都ブダ（ブダペストの一部）に進駐し、帰国した。

## 影響
この戦いでオスマン帝国軍が勝利した結果、ハンガリー領は3分割された。
- ハプスブルク家が統治する王領ハンガリー（1526年 - 1867年）／ハンガリー王国（1000年 - 1918年）
  - バナト軍政国境地帯（英語版）（軍政国境地帯）
- 東ハンガリー王国（1529年 - 1570年）／トランシルヴァニア公国（1571年 - 1711年）
  - トランシルバニア軍政国境地帯（英語版）（軍政国境地帯）
- オスマン帝国領ハンガリー（1541年 - 1699年）／ブディン・エヤレト（英語版）（1541年 - 1686年）

ハンガリー平原へと進出したオスマン帝国は、ハンガリー中央部を150年間支配した。空位となったハンガリー王には、ハンガリー貴族によって選ばれたサポヤイ・ヤーノシュと、ハプスブルク家によって1515年の規定に従いハンガリーとボヘミアの王に選ばれたカール5世の弟フェルディナントが即位し、2王朝が対立した。3年後の1529年、ハンガリー王位の争いに敗れたヤーノシュの要請に応じて、スレイマン1世は再びハンガリーに進軍し、さらにウィーンを包囲した（第一次ウィーン包囲）。